# Vågsvåg
Vågsvåg is een plaats in de Noorse gemeente Vågsøy, provincie Vestland. Vågsvåg telt 227 inwoners (2007) en heeft een oppervlakte van 0,37 km².